# Metal Gear Solid: Peace Walker
Metal Gear Solid: Peace Walker is een computerspel dat werd ontwikkeld door Kojima Productions en uitgebracht door Konami voor de PlayStation Portable. Het stealthspel kwam uit op 29 april 2010.
Een remaster van het spel is in 2011 uitgekomen voor de PlayStation 3 en Xbox 360.

## Plot
Het spel speelt zich af in 1974 in Costa Rica en volgt de held en hoofdpersoon Snake als leider van een groep huursoldaten.
Big Boss runt zijn eigen groep huursoldaten in Colombia na het verlaten van de VS aan het eind van het spel Portable Ops. Een mysterieuze groep militairen uitgerust met zeer krachtige wapens is gestationeerd in Costa Rica. De aanwezigheid van deze militairen dreigt het machtsevenwicht tussen het Oosten en Westen in gevaar te brengen.

## Gameplay
Spelers kunnen kiezen uit twee spelmodi: "Mission" en "Mother Base". In Mission speelt men de daadwerkelijke actiescènes waarbij de speler moet infiltreren, in Mother Base heeft de speler een rol als leidinggevende van het leger.

## Personages
- Solid Snake, hoofdpersonage in het spel
- Big Boss, officier en leider van een groep militairen
- Hot Coldman, leider van de CIA
- Dr. Strangelove, KI-expert die voor Coldman werkt

## Ontvangst
Peace Walker werd positief ontvangen en heeft op aggregatiewebsites Metacritic en GameRankings een score van respectievelijk 89% en 88,9%. Het spel ontving de prijzen Beste spel van de show en Beste PSP-spel tijdens de Tokyo Game Show van 2009.